# Первомайский (Киселёвское сельское поселение)
Первомайский — хутор в Красносулинском районе Ростовской области.
Входит в состав Киселевского сельского поселения.

## География
На хуторе имеется одна улица: Балочная.

## Население
| 2002 | 2010 |
| ---- | ---- |
| 1291 | ↘922 |